# Velje Selo
Velje Selo este un sat din comuna Bar, Muntenegru. Conform datelor de la recensământul din 2003, localitatea are 271 de locuitori (la recensământul din 1991 erau 348 de locuitori).

## Demografie
În satul Velje Selo locuiesc 235 de persoane adulte, iar vârsta medie a populației este de 40,9 de ani (41,2 la bărbați și 40,7 la femei). În localitate sunt 71 de gospodării, iar numărul mediu de membri în gospodărie este de 3,82.
|  |

| Demografie | Demografie | Demografie |
| An         | Locuitori  | Locuitori  |
| ---------- | ---------- | ---------- |
|            |            |            |
|            |            |            |
|            |            |            |
|            |            |            |
| 1948       | 300        |            |
| 1953       | 356        |            |
| 1961       | 353        |            |
| 1971       | 344        |            |
| 1981       | 378        |            |
| 1991       | 348        | 302        |
| 2003       | 365        | 271        |

| \| Componența etnică conform recensământului din 2003[2] \| Componența etnică conform recensământului din 2003[2] \| Componența etnică conform recensământului din 2003[2] \| Componența etnică conform recensământului din 2003[2] \| Componența etnică conform recensământului din 2003[2] \| \| ----------------------------------------------------- \| ----------------------------------------------------- \| ----------------------------------------------------- \| ----------------------------------------------------- \| ----------------------------------------------------- \| \| \| \| \| \| \| \| Musulmani \| Musulmani \| \| 211 \| 77,85% \| \| Muntenegreni \| Muntenegreni \| \| 54 \| 19,92% \| \| necunoscută \| necunoscută \| \| 4 \| 1,47% \| |              |  |     |        |
| Componența etnică conform recensământului din 2003 |              |  |     |        |
| |              |  |     |        |
| Musulmani | Musulmani    |  | 211 | 77,85% |
| Muntenegreni | Muntenegreni |  | 54  | 19,92% |
| necunoscută | necunoscută  |  | 4   | 1,47%  |